# 艾迪·葛雷洛

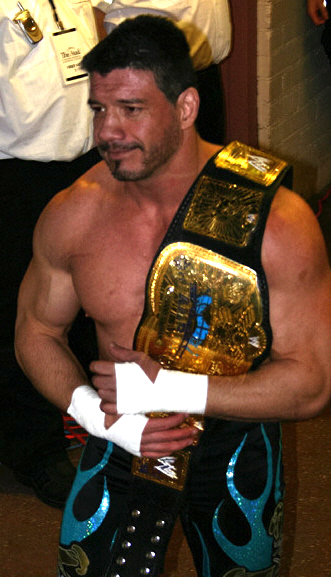
艾迪·葛雷洛WWE雙打冠軍腰帶

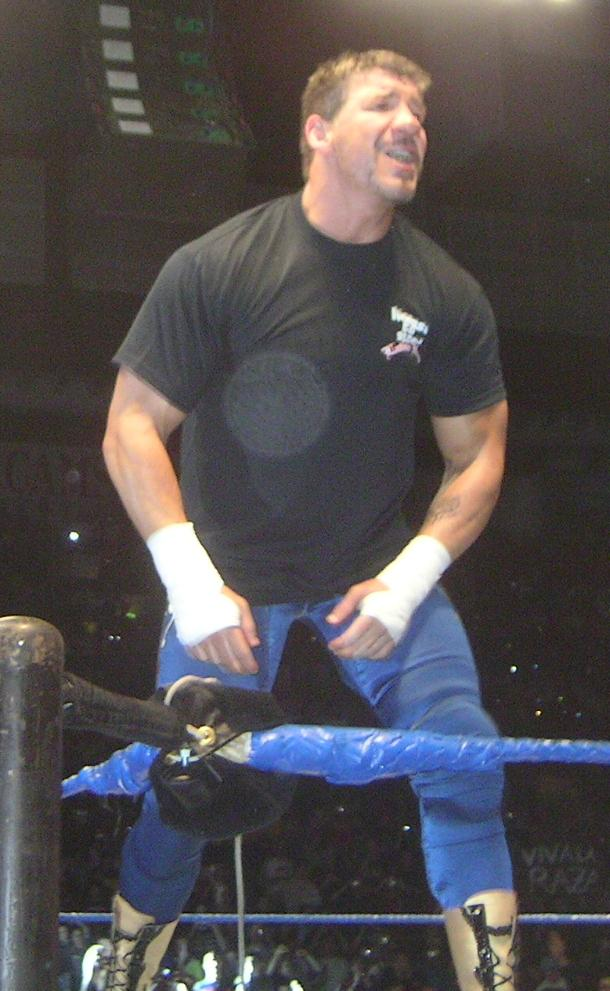
艾迪·葛雷洛

艾迪·葛雷洛（英語：Eddie Guerrero，1967年10月9日—2005年11月13日），本名愛德華多·葛瑞·葛雷洛·利亞內斯（英語：Eduardo Gory Guerrero Llanes），是世界摔角娛樂（WWE）旗下已故職業摔角選手。
在艾迪·葛雷洛的摔角事業中，艾迪已成為世界摔角娛樂名人堂入選者（2006年）且達成了世界摔角娛樂冠軍大滿貫及世界摔角娛樂三冠王成就。艾迪曾是一次WWE冠軍、兩次WWE洲際冠軍、一次WWE美國冠軍、四次WWE雙打冠軍（分別與查佛·葛雷洛兩次、與田尻義博一次、與神秘人雷爾一次）及兩次WWE歐洲冠軍。

## 個人生活
艾迪·葛雷洛的遺孀是前WWE Smackdown總經理薇琪·葛雷洛，兩人於1990年4月24日結婚，並育有兩個女兒：修·葛雷洛（於1990年10月14日出生）和雪芮琳·安柏兒·葛雷洛（於1995年7月8日出生）。艾迪·葛雷洛也有另一個女兒，凱琳·瑪麗·葛雷洛（於2002年出生），是和另一個名為塔拉·馬奧尼的女人所生。薇琪當時與他分開一陣子，而後，艾迪與塔拉在凱琳出生也分開了。艾迪與薇琪和解不久之後，他們繼續履行他們的結婚誓言。而艾迪·葛雷洛也一位是重生基督徒。
2005年11月13日早晨，被發現死亡在明尼蘇達州明尼亞波里的一間旅館中，享年38歲，死因是心臟衰竭，他的心臟過大但心血管太小太狹窄，也就是他早就有心臟病，係因過去的藥物問題，加上他改過自新後為了補償以前浪費的人生，工作太拼命，原本就有問題的心臟更撐不住負荷，而造成心臟衰竭。